# Feneu
Feneu es una comuna francesa situada en el  departamento de Maine y Loira, en la región de Países del Loira.

## Demografía
| 1094 | 1100 | 1208 | 1509 | 1676 | 1799 | 2192 |
| Para los censos de 1962 a 1999 la población legal corresponde a la población sin duplicidades (Fuente: INSEE [Consultar]) |      |      |      |      |      |      |